# Хајдесхајм на Рајни
Хајдесхајм на Рајни (њем. Heidesheim am Rhein) општина је у њемачкој савезној држави Рајна-Палатинат. Једно је од 66 општинских средишта округа Мајнц-Бинген. Према процјени из 2010. у општини је живјело 7.212 становника. Посједује регионалну шифру (AGS) 7339027.

## Географски и демографски подаци
Хајдесхајм на Рајни се налази у савезној држави Рајна-Палатинат у округу Мајнц-Бинген. Општина се налази на надморској висини од 148 метара. Површина општине износи 17,6 km². У самом мјесту је, према процјени из 2010. године, живјело 7.212 становника. Просјечна густина становништва износи 411 становника/km².

## Међународна сарадња
| Мјесто | Држава    | Врста сарадње | Од    |
| ------ | --------- | ------------- | ----- |
| Де     | Француска | партнерство   | 1982. |
| Уксон  | Француска | партнерство   | 1964. |
| Извор  |           |               |       |